# Candy/Molly's Lips
„Candy/Molly's Lips“ je název gramofonové desky amerických rockových skupin Nirvana a Fluid. Deska obsahuje pouze dvě skladby - píseň „Candy“ od Fluid a „Molly's Lips“ od Nirvany.
Píseň „Candy“ se poprvé objevila na albu Glue od The Fluid. „Molly's Lips“ je píseň od The Vaselines, kterou Nirvana přezpívala.